# Scoglio Ciamia
Lo scoglio Ciamia è un'isola del mar Ligure, nel territorio comunale di Framura in provincia della Spezia.